# Antimo Liberati
Antimo Liberati, född den 3 april 1617 i Foligno, död den 24 februari 1692, var en  italiensk tonsättare och musikskriftställare.
Liberati, som var elev till Gregorio Allegri och Orazio Benevoli, anställdes 1650 vid kejserliga biblioteket i Wien. Han utnämndes 1675 till kapellmästare och organist vid kyrkan Santa Maria dell'Anima della Nazione teutonica. Liberati författade bland annat ett, i familjen Chigis bibliotek i Rom förvarat, manuskript: Epitome istorico della Musica, utgav 1685: Lettera Sopra un seguito di Quinte (med anledning av en kvintföljd i Corellis tredje sonat, opus 2), med mera. Han komponerade även oratorier, psalmer och madrigaler.